# PPSB
PPSB (Prothrombinkonzentrat) ist die Bezeichnung für ein Blutprodukt, in dem die folgenden Vitamin-K-abhängigen Gerinnungsfaktoren konzentriert sind:
- Faktor II – Prothrombin
- Faktor VII – Prokonvertin
- Faktor IX – antihämophiler Faktor B
- Faktor X – Stuart-Prower-Faktor

Zusätzlich sind die anti-thrombotisch wirkenden Faktoren Protein C und Protein S sowie als Zusatz Antithrombin (je nach Hersteller 15 - 30 IE) und Heparin (250 IE) enthalten.
Die unterschiedlichen Präparate sind nur auf den Gehalt des Faktor IX standardisiert, alle anderen Faktoren und Bestandteile unterliegen einer zum Teil erheblichen Schwankungsbreite.

## Indikationen
- Blutungen unter Cumarintherapie: Cumarine hemmen in der Leber die Produktion der von Vitamin K abhängigen Gerinnungsfaktoren; um die stark gerinnungshemmende (= blutungsfördernde) Wirkung der Cumarine schnellstmöglich aufzuheben, ist die Gabe von PPSB indiziert.
- Vitamin-K-Mangel: wenn keine Zeit für die Vitamin-K-Substitution bleibt; d. h. bei akuter Blutung oder dringlicher Operation; auch bei Neugeborenen ohne durchgeführte Vitamin-K-Mangel-Prophylaxe kann es zu Mangelzuständen an Vit.-K-abhängigen Gerinnungsfaktoren mit Blutungsneigung kommen.
- Leberinsuffizienz: bei Synthesestörung der Gerinnungsfaktoren und entsprechender Blutung.
- Protein-C-Mangel, Protein-S-Mangel und Protein-Z-Mangel im Rahmen einer Verbrauchskoagulopathie Stadium IV. Bei einer akuten Verbrauchskoagulopathie besteht die Gefahr – wegen des Fehlens von hemmenden Proteinbestandteilen – dass sich diese durch PPSB verstärkt. Hier kann sich Fresh Frozen Plasma als nützlicher erweisen.

## Kontraindikationen
- disseminierte intravasale Coagulation (DIC) bei z. B. septischen Zuständen. Der Zustand der unkontrollierten Verbrauchskoagulopathie muss erst beendet sein, sonst werden lediglich weitere Faktoren zugeführt, um die DIC aufrechtzuerhalten. Somit würden ischämische Zustände durch in der Mikrozirkulation stattfindende DIC gefördert.
- Heparin-induzierte Thrombozytopenie (HIT); Hierbei handelt es sich um eine vor allem bei der Verwendung hochmolekularer Heparinpräparate vorkommende gefürchtete Komplikation einer Heparintherapie. Ein Grund für die Kontraindikation ist das Vorkommen von Heparin in PPSB-Präparaten.

## Dosierung
Um eine Normalisierung des Quickwertes unter Therapie mit Vitamin-K-Antagonisten zu erreichen, errechnet man die Differenz zum Ziel-Quickwert und multipliziert diese mit dem Körpergewicht in Kilogramm. Das Ergebnis entspricht dann den Internationalen Einheiten an PPSB. Die Fachinformation empfiehlt Dosierungen, die nach der genannten Berechnung einem Ziel-Quickwert von ca. 55 bis 60 % entsprechen. Eine einfache Näherungsformel lautet:
(Ziel-Quick – Ist-Quick)*(kg KG) = benötigte IE; kg KG = Körpergewicht in kg; Beispielrechnung: Ist-Quick = 10 %, Ziel-Quick = 60 %, Körpergewicht 60 kg → 3000 IE PBSB
Vor einer Gabe von PPSB sollte an die Möglichkeit einer thromboembolischen Komplikation gedacht werden. Schutz hiervor bietet etwa Heparin-Gabe (Heparinisierung). Die Heparinwirkung setzt aber das ausreichende Vorhandensein von Antithrombin III (ATIII) voraus, ein Mangel an ATIII ist zuvor laborchemisch zu diagnostizieren und bedarfsgerecht auszugleichen.

## Plasmahalbwertszeiten
Da die Plasmahalbwertszeiten des PBSB-Gerinnungsfaktoren zum Teil relativ kurz sind, müssen PBSB-Konzentrate frisch transfundiert werden.
| Gerinnungs- faktor | Plasma- halbwertszeit (Std.) |
| ------------------ | ---------------------------- |
| Faktor II          | 60 (25 – 135)                |
| Faktor VII         | 04 (2 – 9)                   |
| Faktor IX          | 17 (10 – 127)                |
| Faktor X           | 31 (17 – 44)                 |
| Protein C          | 47 (9 – 122)                 |
| Protein S          | 49 (33 – 83)                 |